# Massaker von Mardin

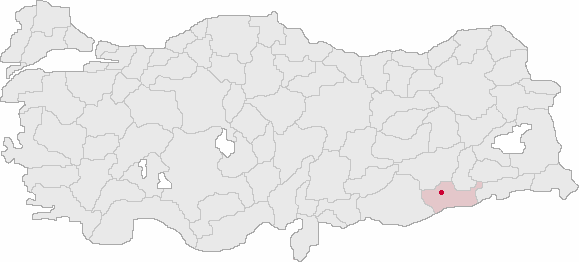
Lage des Dorfes Bilge im Südosten der Türkei

Das Massaker von Mardin (türkisch Mardin Katliamı) bezeichnet eine blutige Abrechnung innerhalb der kurdischen Familie Çelebi, die sich am 4. Mai 2009 ereignete. Im Dorf Bilge im Südosten der Türkei stürmten vermummte Männer eine Hochzeit und töteten dabei 44 Personen, darunter sechs Kinder und 16 Frauen. Weitere 17 Personen wurden schwer verletzt. Auslöser für das Blutbad war die außereheliche Beziehung der Ehefrau des Haupttäters mit dessen Cousin. Die Nachrichtenagentur Reuters bezeichnete das Massaker als einer der verheerendsten Blutracheaktionen in der Geschichte der Türkei.

## Verlauf
Die vermummten Täter stürmten 20:40 Uhr Ortszeit aus unterschiedlichen Richtungen mit Handgranaten und automatischen Schusswaffen auf den Dorfplatz, auf dem die Hochzeit mit rund 200 Gästen gefeiert wurde. Sie warfen Handgranaten und schossen auf die Hochzeitsgäste. Einige Opfer wurden in einen Raum gedrängt und dort umgebracht. Ein Mädchen überlebte das Blutbad im Raum unversehrt, nachdem die Körper von Erschossenen auf sie gefallen waren. Das Massaker dauerte etwa 10 bis 15 Minuten. Das überlebende Mädchen rief 21:00 Uhr Ortszeit die Wachposten der Jandarma im 7 Kilometer entfernten Dorf Sultanköy an, die anschließend am Tatort ankamen und einige der Verletzten ins Staatskrankenhaus Mardin (türk. Mardin Devlet Hastanesi) einlieferten. Als die Jandarma am Staatskrankenhaus Mardin ankam, wurden Krankentransportwagen zum Tatort geschickt, die 23:00 Uhr Ortszeit dort ankamen und die restlichen Verletzten behandelten.

## Täter
Die Täter und Opfer waren Mitglieder derselben Familie, Haupttäter war ein Dorfschützer, der die Handgranaten und Schusswaffen vom Staat bekam und diese eigentlich gegen PKK-Kämpfer einsetzen sollte.

## Nachwirkungen
Das Massaker in Bilge hat in der Türkei und europaweit für große Empörung gesorgt. Ein paar Tage nach dem Blutbad reisten der türkische Minister für Innere Angelegenheiten Beşir Atalay, Justizminister Sadullah Ergin sowie der Minister für Landwirtschaft und Dorfangelegenheiten Mehmet Mehdi Eker nach Bilge, um sich über die Situation zu informieren und mit den Familienmitgliedern der Ermordeten zu reden. Osman Çelebi, ein Angehöriger der Opfer und Täter, sagte zwei Tage nach dem Ereignis zu Beşir Atalay:

„Sayın Bakanım, aramızda bir sorun yoktu. Dünden beri herkes bu konunun peşinde. Ama buradaki herkes biliyor ki aramızda en ufak bir husumet, dargınlık yok. Bunlar öz ablamın çocukları. Onların amacı bizi tamamen silmek ve olayı terör örgütüne mal etmekti. Ama Allah bırakmadı. Yeğenim olay yerinden kaçmayı başardı. Ayrıca başka yaralılar da var, onlar konuşunca her şey açığa çıktı.“

„Herr Minister, wir hatten unter uns keine Probleme. Seit gestern sind alle hinter diesem Ereignis her. Aber wie hier alle wissen, gibt es zwischen uns keine Feindseligkeit und kein Ärgernis. Sie (Täter) waren die Kinder meiner Schwester. Ihr Ziel war es, unsere Sippe völlig auszulöschen und die Schuld an diesem Ereignis der Terrororganisation (PKK) zuzuschieben. Aber Gott hat es nicht zugelassen. Meine Nichte hat es geschafft, unversehrt vom Tatort zu verschwinden. Außerdem gibt es noch andere Verletzte, die zum Massaker ausgesagt haben, so dass alles ans Licht kam.“

Am 26. April 2010 wurden die sechs Hauptangeklagten für jedes Todesopfer zu je einer lebenslangen Haftstrafe ohne Aussicht auf Begnadigung, ein angeklagter Minderjähriger für jedes Todesopfer zu 15 Jahren Haft verurteilt. Gegen das Urteil wurde Einspruch angekündigt. Der Hauptangeklagte Süleyman Çelebi beging im Januar 2011 im Gefängnis Selbstmord.